# Marco Landucci
Marco Landucci (Lucca, 25 marzo 1964) è un allenatore di calcio ed ex calciatore italiano, di ruolo portiere, tecnico in seconda del Milan.

## Carriera

### Giocatore

Landucci alla Fiorentina nella stagione 1986-1987

Prodotto del vivaio della Fiorentina, dopo alcuni anni in prestito in Serie C (periodo nel quale ottiene fra l'altro la promozione in Serie B col Parma, subendo solamente 14 reti nelle 34 partite disputate), rientra in viola nell'estate 1986.
L'allenatore Eugenio Bersellini lo impone subito come titolare a scapito del veterano Paolo Conti. Nelle due stagioni 1986-1987 e 1987-1988 disputa tutte le 60 partite di campionato. Il commissario tecnico della nazionale, Azeglio Vicini, nel frattempo lo convoca ripetutamente nel corso del 1988, però senza mai schierarlo in campo. Agli Europei del 1988, stante l'inconsueta limitazione a 20 giocatori delle rose, che peraltro prevedeva eventualmente la convocazione di un ventunesimo giocatore in caso di infortunio, Landucci venne tenuto in preallarme nel caso di un infortunio a Walter Zenga o Stefano Tacconi. 
Prosegue la sua carriera da titolare fra i pali viola fino al 1990, annata in cui la Fiorentina raggiunge la finale di Coppa UEFA, persa nella doppia finale contro la Juventus. Nella stagione 1990-1991 perde il posto da titolare a vantaggio di Gianmatteo Mareggini, collezionando solo 7 presenze.
Nell'estate 1991 la Fiorentina lo cede ai corregionali della Lucchese, in Serie B. Dopo una stagione da titolare in rossonero, torna nella massima serie col neopromosso Brescia, dove disputa due stagioni (la prima in A conclusa con la retrocessione, e la seconda in B con ritorno immediato in massima serie e vittoria nel Torneo Anglo-Italiano) alternandosi fra i pali delle rondinelle con Nello Cusin. Non segue però i lombardi in Serie A dopo la promozione, scendendo invece in Serie C1 con l'Avellino che riporterà in Serie B, rivelandosi decisivo con le sue parate ai tiri di rigore nella finale play-off contro il Gualdo.
Nell'estate 1995 viene ingaggiato dall'Inter per fare da dodicesimo a Gianluca Pagliuca (nessuna presenza in campionato per lui in quella stagione), quindi passa in rapida successione a Verona, Venezia e di nuovo a Lucca, sempre ricoprendo il ruolo di secondo portiere. Scende poi nei dilettanti tra le file del Cuoiopelli, per poi ritornare ancora alla Lucchese, nel frattempo retrocessa in Serie C1, dove chiude la carriera nel 2001.

### Allenatore
Lasciato il calcio giocato, si è affermato, grazie alla scelta di Pantaleo Corvino, allora responsabile del settore giovanile della Fiorentina, come preparatore dei portieri nel settore giovanile (squadre Primavera e Allievi Nazionali) della società viola.
Nella stagione 2006-2007 è preparatore nel Grosseto che arriva per la prima volta nella sua storia in Serie B; alle sue dipendenze gli estremi difensori Luca Anania, Angelo Pagotto e Salvatore Pinna. Nella stagione successiva è ancora nel club toscano, dove allena gli estremi difensori Walter Bressan e Andrea Pinzan. Nel giugno 2008 viene assunto come vice di Massimiliano Allegri dal Cagliari: qui porta in alto le doti del bassanese Federico Marchetti, facendolo arrivare in nazionale.
Da qui inizia il sodalizio col tecnico livornese, che Landucci segue nella stagione 2010-2011 al Milan, diventando il preparatore dei portieri rossoneri: in questa veste vince lo scudetto alla prima stagione e la Supercoppa italiana alla seconda; rimane a Milano, assieme ad Allegri, sino al 2014. Il 15 luglio dello stesso anno, ancora al seguito dell'allenatore labronico, entra nei ranghi della Juventus come tecnico in seconda: riveste l'incarico fino al 2019, vincendo cinque scudetti consecutivi, e nuovamente dal 2021 fino al 2024.
Dal 2025, sempre al seguito di Allegri, riassume il medesimo incarico al Milan.

## Palmarès

### Giocatore

#### Competizioni nazionali
- Campionato italiano Serie C1: 1

Parma: 1985-1986 (girone A)

#### Competizioni internazionali
- Coppa Anglo-Italiana: 1

Brescia: 1993-1994